# Bölþorn
Bölþorn (eng. Bolthorn; „zli trn”) lik je iz nordijske mitologije; mrazni div te djed vrhovnog boga Odina.

## Mitologija
U Starijoj Eddi, Bölþorn je spomenut kao otac žene zvane Bestla te neimenovanog sina, koji je prema teoriji mudri Mimir. Bestlini sinovi su bogovi Odin, Vili i Ve.
Bölþorn je spomenut i u Gylfaginningu (dio Mlađe Edde), gdje piše da je on div te otac Bestle.